# Гипотезы о кубоидах
Гипотезы о кубоидах — совокупность из трёх математических утверждений о неразложимости трёх многочленов с целыми коэффициентами от одной переменной, зависящими от нескольких целых параметров. По состоянию на 2024 год остаются в статусе гипотез — ни доказаны, ни опровергнуты.
Первая гипотеза о кубоидах: для любых двух положительных взаимнопростых целых чисел
{\displaystyle a\neq u} многочлен восьмой степени:
{\displaystyle P_{au}(t)=t^{8}+6\,(u^{2}-a^{2})\,t^{6}+(a^{4}-4\,a^{2}\,u^{2}+u^{4})\,t^{4}-6\,a^{2}\,u^{2}\,(u^{2}-a^{2})\,t^{2}+u^{4}\,a^{4}}
неприводим над кольцом целых чисел {\displaystyle \mathbb {Z} }.
Вторая гипотеза о кубоидах: для любых двух положительных взаимнопростых целых чисел
{\displaystyle p\neq q} многочлен десятой степени:
{\displaystyle {\begin{aligned}Q_{pq}(t)={}&t^{10}+(2q^{2}+p^{2})(3q^{2}-2p^{2})t^{8}\\[4pt]&{}+(q^{8}+10p^{2}q^{6}+4p^{4}q^{4}-14p^{6}q^{2}+p^{8})t^{6}\\[4pt]&{}-p^{2}q^{2}(q^{8}-14p^{2}q^{6}+4p^{4}q^{4}+10p^{6}\,q^{2}+p^{8})t^{4}\\[4pt]&{}-p^{6}\,q^{6}\,(q^{2}+2\,p^{2})\,(-2\,q^{2}+3\,p^{2})\,t^{2}\\[4pt]&{}-q^{10}\,p^{10}\end{aligned}}}}}
неприводим над кольцом целых чисел {\displaystyle \mathbb {Z} }.
Третья гипотеза о кубоидах: для любых трёх положительных взаимнопростых целых чисел {\displaystyle a}, {\displaystyle b} и {\displaystyle u}, таких что ни одно из условий: 
{\displaystyle {\begin{array}{lcr}{\text{1)}}\qquad a=b;\qquad \qquad &{\text{3)}}\qquad b\,u=a^{2};\qquad \qquad &{\text{5)}}\qquad a=u;\\{\text{2)}}\qquad a=b=u;\qquad \qquad &{\text{4)}}\qquad a\,u=b^{2};\qquad \qquad &{\text{6)}}\qquad b=u\end{array}}}|ref=3}}
не выполняется, многочлен двенадцатой степени:
{\displaystyle {\begin{aligned}P_{abu}(t)={}&t^{12}+(6u^{2}-2a^{2}-2b^{2})t^{10}\\&{}+(u^{4}+b^{4}+a^{4}+4a^{2}u^{2}+4b^{2}u^{2}-12b^{2}a^{2})t^{8}\\&{}+(6a^{4}u^{2}+6u^{2}b^{4}-8a^{2}b^{2}u^{2}-2u^{4}a^{2}-2u^{4}b^{2}-2a^{4}b^{2}-2b^{4}a^{2})t^{6}\\&{}+(4u^{2}b^{4}a^{2}+4a^{4}u^{2}b^{2}-12u^{4}a^{2}b^{2}+u^{4}a^{4}+u^{4}b^{4}+a^{4}b^{4})t^{4}\\&{}+(6a^{4}u^{2}b^{4}-2u^{4}a^{4}b^{2}-2u^{4}a^{2}b^{4})t^{2}+u^{4}a^{4}b^{4}.\end{aligned}}}
неприводим над кольцом целых чисел {\displaystyle \mathbb {Z} }.
Гипотезы связаны с задачей о совершенном кубоиде: хотя они и не эквивалентны ей, но если все три эти гипотезы верны, то совершенных кубоидов не существует.